# 蒙古裔加拿大人
蒙古裔加拿大人（Mongolian Canadian）指的是在蒙古出生或是蒙古人後裔的加拿大公民。根據2011年加拿大統計局的調查，有5,355人屬於蒙古裔加拿大人。